# Orchipedum tracheicola
Orchipedum tracheicola är en plattmaskart. Orchipedum tracheicola ingår i släktet Orchipedum och familjen Orchipedidae. Inga underarter finns listade i Catalogue of Life.